# マツダ・K型エンジン
マツダ・K型エンジンはマツダによって製造された1.8L～2.5Lの60°V型6気筒ガソリンエンジンである。バルブ駆動方式はDOHC、バルブ数は吸気2、排気2の気筒当たり4バルブである。可変共鳴過給システムVRISや水冷式オイルクーラーを採用している。エンジンの全幅及び全高を抑えるため、DOHCのカム間を歯車駆動とした。ボアピッチは97mm。

## K8-ZE
1.8L(1,844cc)
登場時、世界最小のV6エンジンであった。また、K型唯一のレギュラーガソリン仕様である。ユーノス・プレッソ、オートザム・AZ-3、マツダ・クロノス、アンフィニMS-6、ユーノス500などに搭載された。
- 1.8L DOHC 24バルブ
- 動弁機構：DOHC 吸気2 排気2
- 排気量：1,844 cc
- 内径×行程：75.0 mm×69.6 mm
- 圧縮比：9.2
- 最高出力：140 PS/7,000 rpm
- 最大トルク：16.0 kg・m/5,500 rpm

## KF-ZE
2.0L(1,995cc)
圧縮比10.0:1、4ステージVRIS、炭素鋼鍛造クランクシャフト（60°オフセット）、炭素鋼鍛造コンロッド、ピストン冷却用オイルジェット、中空カムシャフト採用。
エンジンブロックはアルミ合金製ではあるが、メインベアリングキャップ（ブロックと一体化）とシリンダライナーは鋳鉄製。
燃焼室はペントルーフ形状。バルブ挟み角度は27°。
クロノス、MX-6、ランティス、アンフィニMS-6、ユーノス500、ユーノス800（後のミレーニア）、オートザムクレフ、フォード・テルスターに搭載された。
- 2.0L DOHC 24バルブ
- 動弁機構：DOHC 吸気2 排気2
- 排気量：1,956 cc
- 内径×行程：78.0 mm×69.6 mm
- 圧縮比：10.0
- 最高出力：160 PS/6,500 rpm
- 最大トルク：18.3 kg・m/5,500 rpm

## KJ-ZEM
2.3L(2,254cc)
量産車としては世界初のミラーサイクルエンジン。リショルム・コンプレッサで過給。吸気バルブを従来のエンジンに比べ約30°ほど遅閉じにすることで有効圧縮比を7.6に落としている。膨張比は10である。これにより3Lエンジン並の動力性能と2Lエンジン並の燃費性能を持つとされた。吸気バルブ遅閉じによるポンピングロス軽減も存在するが、リショルム・コンプレッサを信頼性確保の観点から常時駆動させておりロスがあるため燃費への影響はほぼ相殺されるとしている。
リショルム・コンプレッサをバンク内に設置するために、シリンダーヘッドは大幅に変更されており、スペースを確保するために動弁系はシリンダーのセンターに対して外側に移動している。そのため、吸気バルブは垂直に近い角度までに立てられている。ユーノス800 / ミレーニアに搭載された。
- 2.3L DOHC 24バルブ
- 動弁機構：DOHC 吸気2 排気2
- 排気量：2,254 cc
- 内径×行程：80.3 mm×74.2 mm
- 圧縮比(膨張比)：10 (有効圧縮比は7.6)
- 最高出力：220 PS/5,500 rpm
- 最大トルク：30.0 kg・m/3,500 rpm

## KL-ZE
2.5L(2,496cc)
K型エンジンとしては最大排気量となる。クロノス、ユーノス800（後のミレーニア）、MX-6、MS-8、アンフィニMS-8、オートザム・クレフ、カペラ（7代目ワゴンのみ）、フォード・テルスターに搭載された。なお、同エンジンの北米向けバージョンであるKL-DE型については、アメリカで生産されるフォード・プローブにも搭載されている。
- 2.5L DOHC 24バルブ
- 動弁機構：DOHC 吸気2 排気2
- 排気量：2,496 cc
- 内径×行程：84.5 mm×74.2 mm
- 圧縮比：10.0
- 最高出力：200 PS/6,500 rpm
- 最大トルク：22.8 kg・m/4,800 rpm